# Aeronaves TSM
Aeronaves TSM è una compagnia aerea con sede a Saltillo, in Messico. L'azienda è stata fondata nel 1995 e opera sia voli charter che voli cargo. I suoi aeromobili sono utilizzati per le operazioni cargo e sono operati per conto della DHL Aviation. Aeronaves TSM fornisce anche addestramento al volo e scuola a terra. Effettua in media circa 10 000 operazioni charter ogni anno. L'età media della flotta della compagnia aerea è di circa 35 anni. Inoltre, Aeronaves TSM opera in media circa 30 voli al giorno.

## Flotta
A febbraio 2024 la flotta di Aeronaves TSM è così composta:

## Incidenti
- Il 18 gennaio 2014, un Douglas DC-9-33RC, marche XA-UQM, uscì di pista durante l'atterraggio all'aeroporto di Saltillo a causa di errori dei piloti nelle procedure. Nessuno perse la vita, l'aereo venne in seguito demolito a causa dei danni riportati.[9]
- Il 2 giugno 2015, un Fairchild Metro, marche XA-UKP, precipitò dopo che i piloti ne persero il controllo durante la salita. Nessun guasto meccanico venne individuato dagli investigatori e le condizioni meteo erano buone. Le vittime furono cinque.[10]
- Il 2 giugno 2017, un Fairchild Metro, marche XA-UAJ, esaurì il carburante e dovette effettuare un atterraggio di emergenza vicino all'aeroporto di Tampico. L'aereo non era stato correttamente rifornito di carburante o non lo era stato affatto all'aeroporto di partenza. Non ci furono vittime.[11]